# Aart van Wilgenburg
Aart Josephus van Wilgenburg (ur. 16 września 1902 w Amsterdamie, zm. 22 grudnia 1955 w Alkmaarze) – holenderski pływak, uczestnik Letnich Igrzysk 1924 w Paryżu.
Podczas igrzysk olimpijskich w 1924 roku wystartował na dystansie 100 metrów stylem grzbietowym, lecz odpadł w pierwszej rundzie uzyskując czas 1:24,6.